# Aleksandra Ivoševová
Aleksandra Ivoševová (srbskou cyrilicí: Александра Ивошев, * 17. března 1974 Novi Sad) je bývalá srbská sportovní střelkyně.
Na olympijských hrách v Atlantě roku 1996 získala zlatou medaili v disciplíně 50 m libovolná malorážka 3 pozice. Na stejných hrách získala i bronz v kategorii 10 metrů vzduchová puška. Ve stejné disciplíně a ve stejný rok vybojovala bronz rovněž na mistrovství Evropy v Budapešti.